# 美濃加茂市立山手小学校
美濃加茂市立山手小学校（みのかもしりつ やまてしょうがっこう）は、岐阜県美濃加茂市にある小学校。

## 概要
- 全校児童600人程度の学校である。

## 沿革
- 1975年（昭和50年） - 校章決定・校舎竣工・開校式
- 1976年（昭和51年） - 屋外運動場竣工・プール竣工・国旗校旗掲揚塔建立・校歌制定
- 1977年（昭和52年） - 動物飼育舎・小鳥飼育舎・観察池竣工
- 1979年（昭和54年） - 岩石園（凸凹ランド）完成
- 1982年（昭和57年） - 校門（正門・東門）完成
- 1984年（昭和59年） - 創立10周年行事挙行
- 1994年（平成6年） - 創立20周年行事挙行
- 2004年（平成16年） - 創立30周年行事挙行
- 2014年（平成26年） - 創立40周年行事挙行

## その他
- 山手小学校の学区は当校創立前の美濃加茂市立太田小学校（主に山手小学校より西側・南西側）、美濃加茂市立古井小学校の学区（主に山手小学校より東側・南東側）の一部ずつが該当する。
- 以前、卒業者は私立中学校進学者を除き旧太田小学区からの通学者は美濃加茂市立西中学校、旧古井小学区からの通学者は美濃加茂市立東中学校へ入学。